# 전주혜
전주혜(全珠惠, 1966년 7월 15일~)는 대한민국의 판사 출신 변호사, 정치인으로 제21대 국회의원이다.

## 학력
- 은광여자고등학교 졸업
- 1989: 서울대학교 법학 학사

## 경력
- 1989: 제31회 사법시험 합격
- 1992.02: 제21기 사법연수원
- 1992.03: 서울지방법원 동부지원 판사
- 2007.02~2008.02: 광주지방법원 부장판사
- 2008.02~2010.02: 사법연수원 교수, 부장판사
- 2010.02~2011.02: 수원지방법원 부장판사
- 2011.02~2013.02: 서울동부지방법원 부장판사
- 2013.02~2014.02: 서울중앙지방법원 부장판사
- 2014.03~2020.03: 법무법인 태평양 변호사
- 2014.05: 여성가족부 사이버멘토링 대표멘토
- 2015.03: 고려대학교 법학전문대학원 겸임교수
- 2015.04: 국가인권위원회 자유권제1전문위원회 위원
- 2016.01~2020.11: 한국여성변호사회 부회장
- 2016.07: 여성가족부 청년여성멘토링 대표멘토
- 2017.05: 대한변호사협회 일과 가정 양립을 위한 위원회 위원장
- 2017.08: 법률신문사 논설위원
- 2017.10: 법제처 법령해석심의위원회 위원
- 2018.10: 자유한국당 조강특별위원회 위원
- 2018.11.26.~2022.11.25 : 건국대학교 이사
- 2020.05~2020.09: 미래통합당 원내부대표
- 2020.06~2020.09: 미래통합당 저출생대책특별위원회 아이중심 분과위원회 위원
- 2020.07~2020.09: 미래통합당 성폭력 대책 특별위원회 위원
- 2020.09: 국민의힘 원내부대표
- 2020.09: 국민의힘 저출생대책특별위원회 아이중심 분과위원회 위원
- 2020.09: 국민의힘 성폭력 대책 특별위원회 위원
- 2020.09: 국민의힘 포털공정대책 특별위원회 위원
- 2020.09 : 국민의힘 국민통합위원회 위원
- 2020.10 : 국민의힘 약자와의 동행 위원회 국민동행분과 위원
- 2020.11~2021.06: 국민의힘 정책조정위원회 제3정조부위원장(운영·법사·행안 분야)
- 2020.12~2021.03: 국민의힘 4.7 재보궐선거 공약개발단 공통공약 개발단 공정경쟁팀 위원
- 2021.03~2021.04: 국민의힘 4·7재보궐선거 서울시장 보궐선거 선거대책위원회 법률지원단장
- 2021.05~2022.04: 국민의힘 원내대변인
- 2021.05~2021.06: 국민의힘 전당대회 준비위원회 위원
- 2021.06 : 국민의힘 군 성범죄 진상규명 및 재발 방지 특별위원회 위원
- 2021.10~2022.03: 국민의힘 이재명비리 국민검증 특별위원회 위원
- 2021.11~2022.01: 국민의힘 선거대책위원회 중앙선거대책위원회 대변인단 대변인
- 2022.01~2022.03: 국민의힘 제20대 대통령 선거 선거대책본부 대변인단 대변인
- 2022.03: 제20대 대통령직인수위원회 정무사법행정분과 상임자문위원
- 2022.05: 국민의힘 서울특별시장 오세훈 후보 캠프 수석대변인
- 2022.06~2022.07: 국민의힘 해수부 공무원 피격사건 진상조사 TF 위원
- 2022.08~2022.09: 국민의힘 비상대책위원회 위원
- 2022.09~2023.03: 국민의힘 비상대책위원
- 2022.12~: 국민의힘 서울특별시당 강동구 갑 당원협의회 위원장
- 2023.04~2024.05: 국민의힘 원내대변인
- 2023.04~2024.04: 국민의힘 윤리위원회 부위원장
- 2023.08~2024.04: 국민의힘 법률자문위원장
- 2024.03~2024.04 국민의힘 4·10 총선 중앙선거대책위원회 총괄선거대책본부클린선거본부장
- 2024.05~2024.07: 국민의힘 비상대책위원
- 2024.07~: 법무법인 대륙아주 변호사
- 2024.09~: 국민의힘 호남동행 국회의원 발대식 명예의원(전라북도 특별자치도)
- 2025.03~: 국회의장 직속 국민 미래 개헌 자문위원회 위원
- 2025.04~2025.05: 제21대 대통령 선거 국민의힘 대통령 후보경선 선거관리위원회 위원 겸 클린경선소위원회 위원장

### 의정 활동
- 2020.05~2024.05: 제21대 국회의원(비례대표, 미래한국당→미래통합당→국민의힘, 초선)
  - 2020.07~2022.05: 제21대 국회 전반기 법제사법위원회 위원
  - 2020.07~2022.05: 제21대 국회 전반기 여성가족위원회 위원
  - 2020.07~2024.05: 국민통합포럼 구성의원
  - 2020.07~2024.05: 국회 포스트코로나 경제연구포럼 구성의원
  - 2020.08~2022.08: 제21대 국회공직자윤리위원회 위원
  - 2020.08~2020.09: 제21대 국회 대법관(이흥구) 임명동의에 관한 인사청문특별위원회 위원
  - 2020.09~2022.05: 제21대 국회 전반기 여성가족위원회 예산결산심사소위원회 위원
  - 2020.09~2022.05: 제21대 국회 전반기 여성가족위원회 청원심사소위원회 위원
  - 2021.04~2021.04: 제21대 국회 대법관(천대엽) 임명동의에 관한 인사청문특별위원회 위원
  - 2021.05~2022.05: 제21대 국회 전반기 윤리특별위원회 위원
  - 2021.06~2022.05: 제21대 국회 전반기 운영위원회 위원
  - 제21대 국회 전반기 운영위원회 국회운영개선소위원회 위원
  - 2021.12~2022.05: 제21대 국회 정치개혁 특별위원회 위원
  - 2022.04~2022.05: 제21대 국회 국무총리(한덕수) 임명동의에 관한 인사청문특별위원회 위원
  - 2022.07~2024.05: 제21대 국회 후반기 법제사법위원회 위원
    - 제21대 국회 후반기 법제사법위원회 법안심사제2소위원회 위원
    - 제21대 국회 후반기 법제사법위원회 예산결산기금심사소위원회 위원

  - 2022.07~2023.04: 제21대 국회 후반기 여성가족위원회 위원
    - 제21대 국회 후반기 여성가족위원회 청원심사소위원회 위원

  - 2022.08~2023.05: 제21대 국회 형사사법체계개혁 특별위원회 위원
  - 2022.09~2024.05: 제21대 후반기 국회공직자윤리위원회 위원
  - 2022.11~2023.01: 제21대 국회 용산 이태원 참사 진상규명과 재발방지를 위한 국정조사 특별위원회 위원
  - 2023.04~2024.05: 제21대 국회 후반기 국회운영위원회 위원
    - 제21대 국회 후반기 국회운영위원회 예산결산심사소위원회 위원

  - 2023.06~2024.05: 제21대 국회 후반기 예산결산특별위원회 위원
  - 2023.07~2023.07: 제21대 국회 대법관(권영준·서경환) 임명 동의에 관한 인사청문 특별위원회 위원
  - 2023.09~2023.10: 제21대 국회 대법원장(이균용) 임명 동의에 관한 인사청문특별위원회 위원
  - 2023.11~2023.12: 제21대 국회 후반기 대법원장(조희대) 임명동의에 관한 인사청문특별위원회 위원
- 2024.05~2024.05 제21대 국회 후반기 보건복지위원회 위원
- 2024.05~2024.05 제21대 국회 후반기 법제사법위원회 위원

## 역대 선거 결과
|  | 33.84% |

|  | 47.88% |

## 소속 정당
| 소속 정당 | 소속 정당  | 소속 기간 | 비고      |
| --------- | ---------- | --------- | --------- |
|           | 새누리당   | 2016~2017 | 정계 입문 |
|           | 자유한국당 | 2017~2020 | 당명 변경 |
|           | 미래통합당 | 2020      | 합당      |
|           | 무소속     | 2020      | 탈당      |
|           | 미래한국당 | 2020      | 입당      |
|           | 미래통합당 | 2020      | 합당      |
|           | 국민의힘   | 2020~현재 | 당명 변경 |

## 같이 보기
- 대한민국 제21대 국회의원 선거 미래한국당 후보 목록#비례대표